# Curio (botanica)
 Curio  P.V.Heath, 1997 è un genere di piante angiosperme dicotiledoni della famiglia delle Asteraceae (sottofamiglia Asteroideae).

## Etimologia
Il nome scientifico del genere è stato definito dal botanico Paul V. Heath nella pubblicazione " Calyx. Sutton under Whitestone Cliffe" (Calyx 5(4): 136) del 1997.

## Descrizione

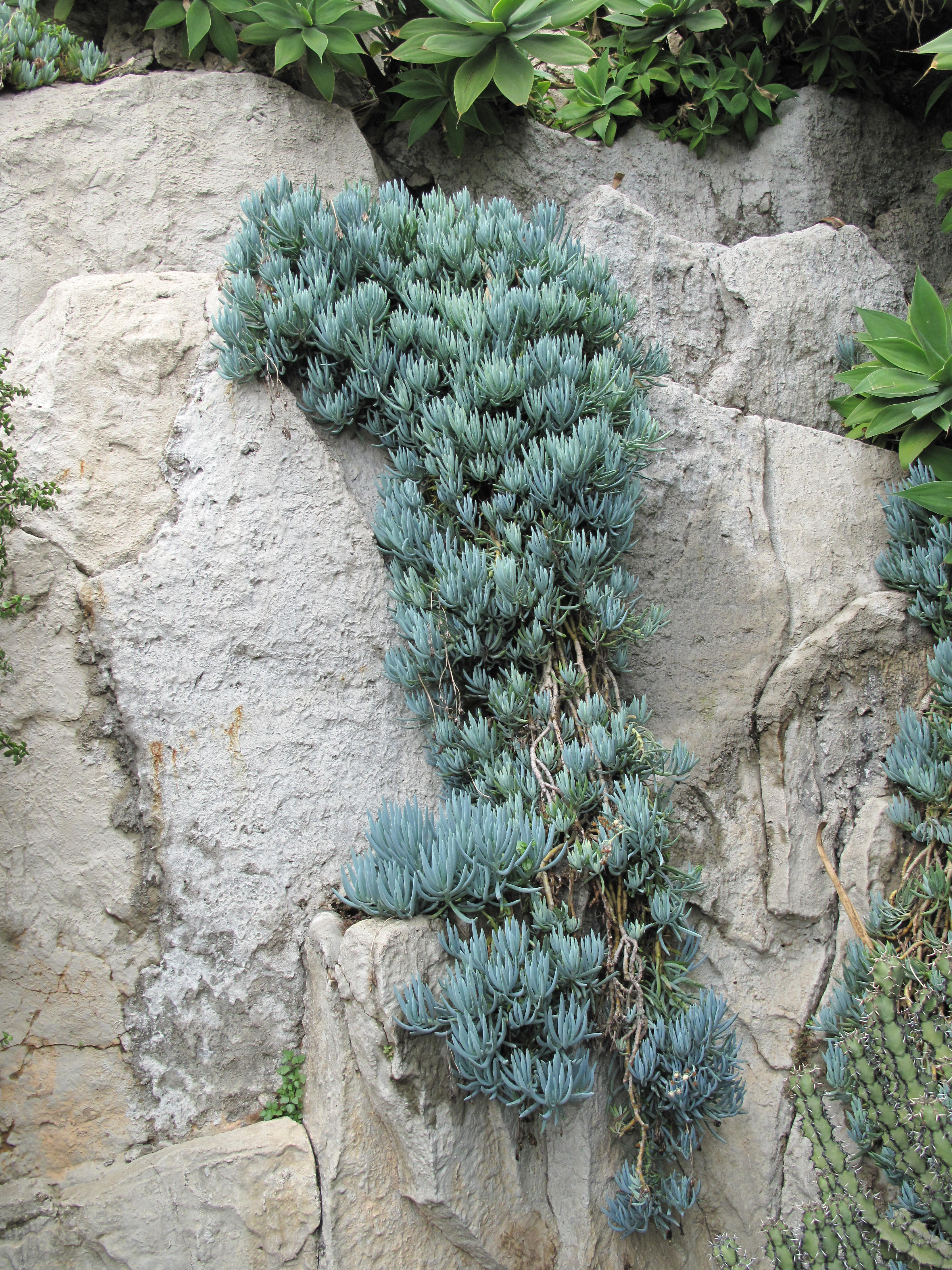
Il portamento
Curio talinoides

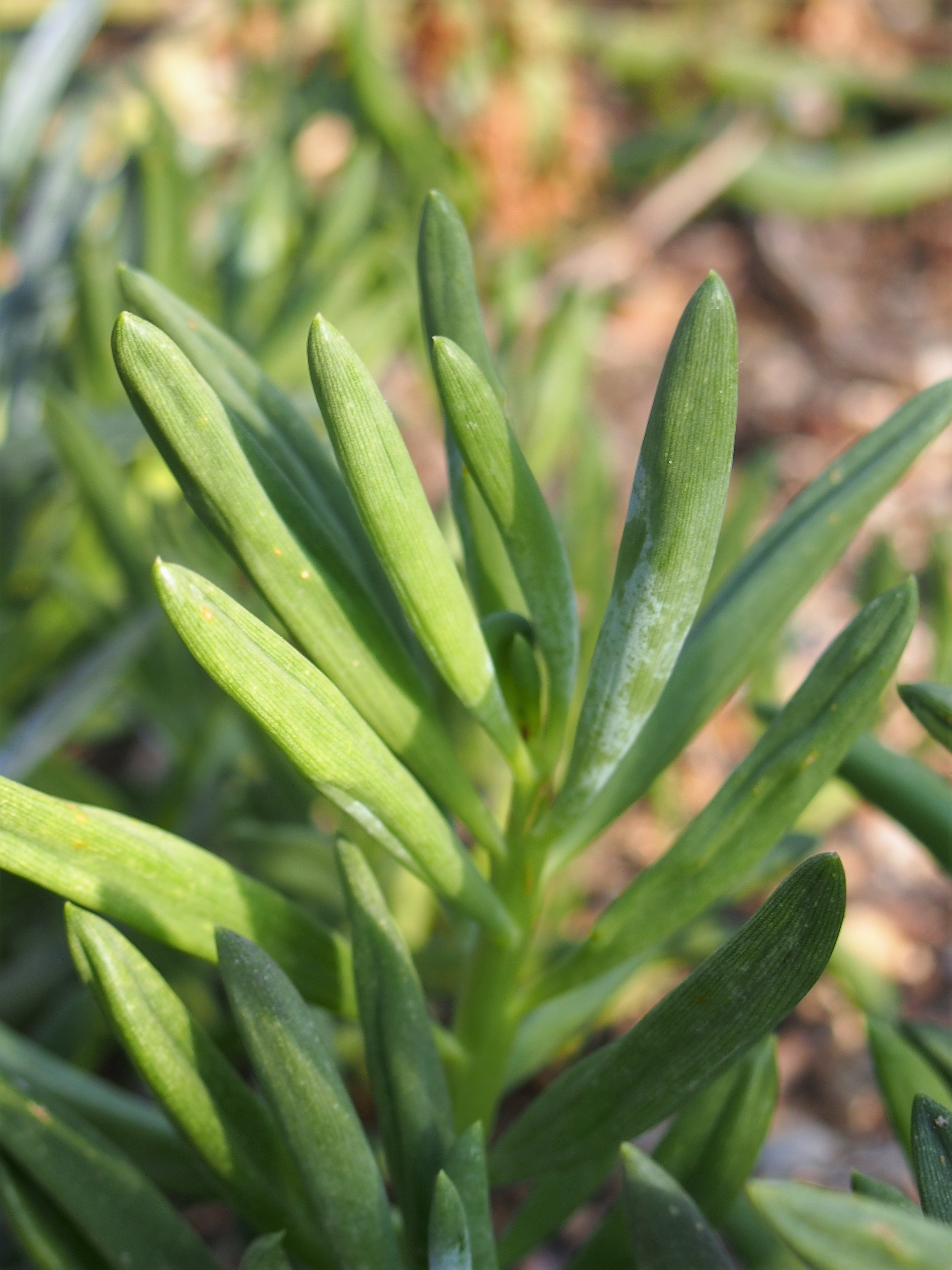
Le foglie
Curio repens

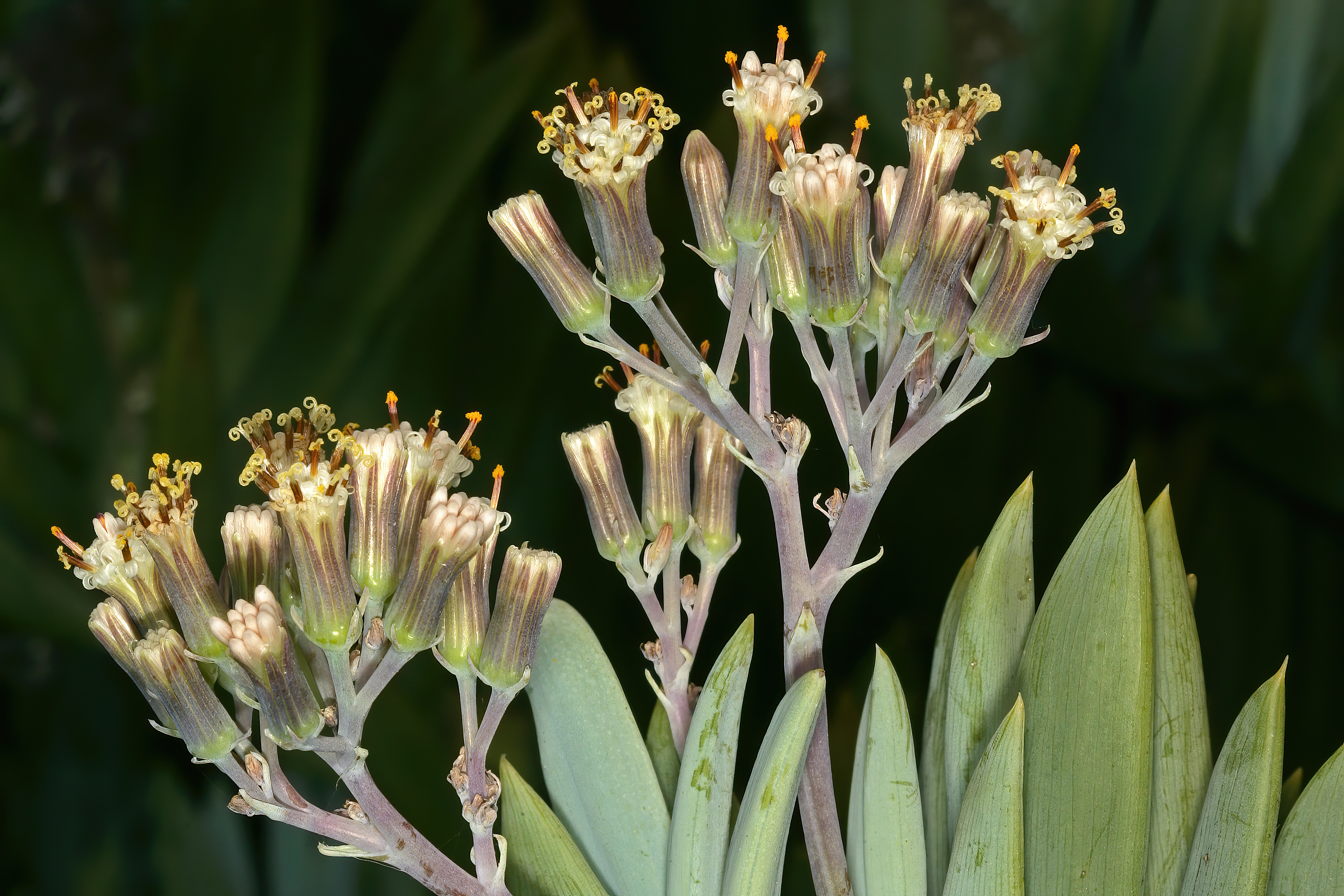
Infiorescenza
Curio ficoides

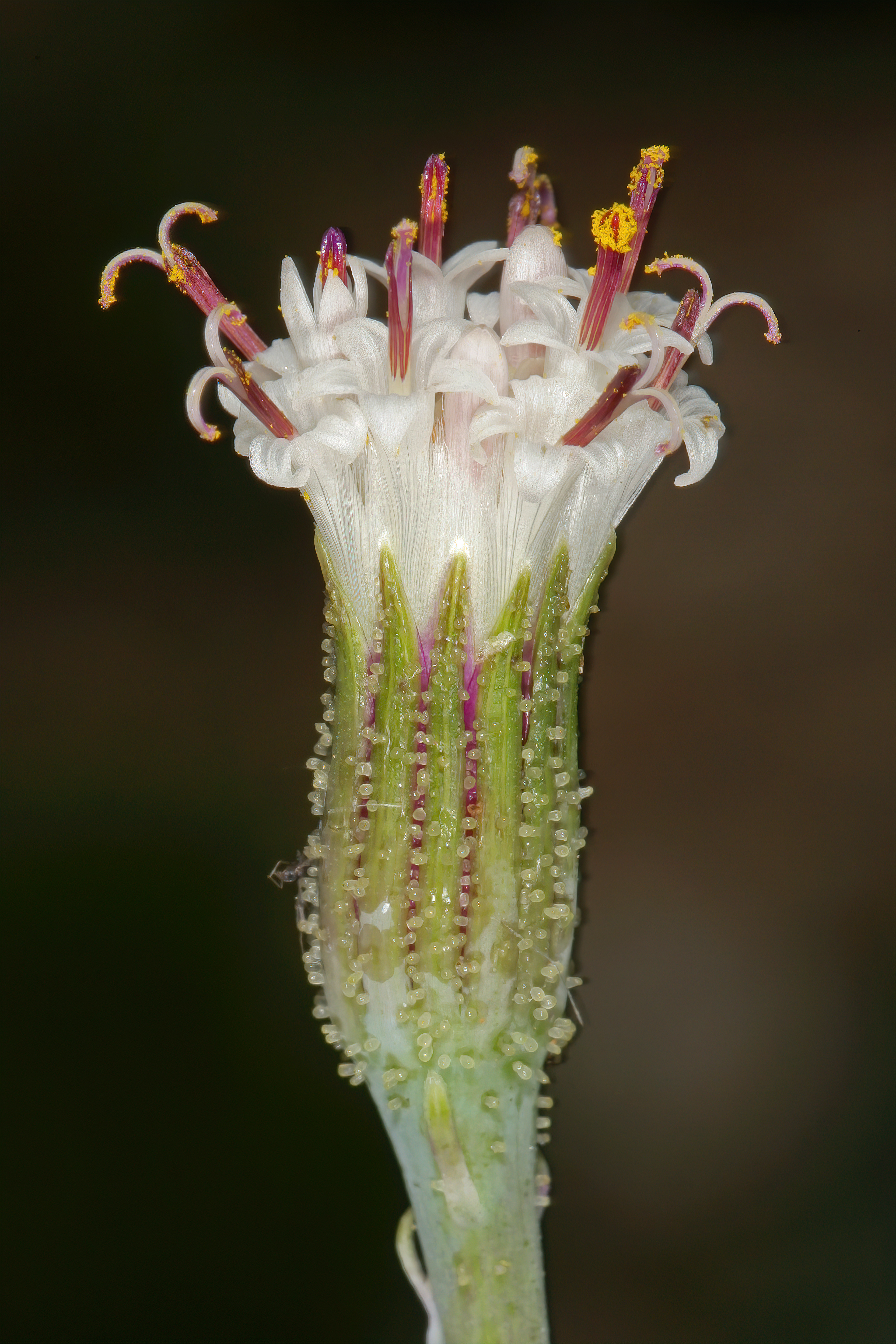
I fiori
Curio radicans

Habitus. Le specie di questo genere hanno un habitus di tipo erbaceo strisciante. Le superfici delle piante in genere sono glabre.
Radici. Le radici in genere sono secondarie da rizoma e possono essere fibrose. I rizomi sono striscianti o legnosi.
Fusto. La parte aerea è eretta o strisciante.
Foglie. Le foglie sono cauline disposte in modo alternato. Sono sessili. La forma della lamina è intera da oblunga a ellittico-ovata. La consistenza della foglia spesso è coriacea e succulenta. La superficie è glabra.
Infiorescenza. Le sinflorescenze sono composte da più capolini (ma anche uno solo) organizzati in formazioni corimbose. Le infiorescenze vere e proprie sono formate da un capolino terminale peduncolato o no di tipo discoide. Alla base dell'involucro può essere presente (ma non sempre) un calice formato da brattee fogliacee. I capolini sono formati da un involucro, con forme più o meno cilindriche, composto da diverse brattee, al cui interno un ricettacolo fa da base ai fiori tubulosi. Le brattee sono disposte in modo embricato di solito su una sola serie e possono essere connate alla base. Il ricettacolo è nudo (senza pagliette a protezione della base dei fiori); la forma è convessa e a volte è alveolato.
Fiori.  I fiori sono tetra-ciclici (formati cioè da 4 verticilli: calice – corolla – androceo – gineceo) e pentameri (calice e corolla formati da 5 elementi). Sono inoltre ermafroditi e actinomorfi.
- Formula fiorale:

*/x K {\displaystyle \infty }, [C (5), A (5)], G 2 (infero), achenio
- Calice: i sepali del calice sono ridotti ad una coroncina di squame.
- Corolla: nella parte inferiore i petali della corolla sono saldati insieme e formano un tubo. In particolare le corolle dei fiori del disco centrale (tubulosi) terminano con delle fauci dilatate a raggiera con cinque lobi. I lobi possono avere una forma da deltoide a triangolare-ovata. Il colore delle corolle è bianco o rosa.
- Androceo: gli stami sono 5 con dei filamenti liberi. La parte basale del collare dei filamenti può essere dilatata. Le antere invece sono saldate fra di loro e formano un manicotto che circonda lo stilo. Le antere sono senza coda ("ecaudate"). La struttura delle antere è di tipo tetrasporangiato, raramente sono bisporangiate. Il tessuto endoteciale è radiale o polarizzato. Il polline è tricolporato (tipo "helianthoid").[10]
- Gineceo: lo stilo è biforcato con due stigmi nella parte apicale. Gli stigmi sono troncati o ottusi o arrotondati, ma anche lineari con appendici acuminate; possono avere un ciuffo di peli radicali o in posizione centrale; possono inoltre essere ricoperti da minute papille; altre volte i peli sono di tipo penicillato. Le superfici stigmatiche sono separate o parzialmente confluenti, oppure continue.  L'ovario è infero uniloculare formato da 2 carpelli.

Frutti. I frutti sono degli acheni con pappo. La forma degli acheni è più o meno oblunga con alcune coste longitudinali. Possono essere presenti delle ali o degli ispessimenti marginali. Non sempre il carpoforo è distinguibile. Il colore del frutto può essere nero o bruno. Il pappo è formato da numerose setole snelle.

## Biologia
Impollinazione: l'impollinazione avviene tramite insetti (impollinazione entomogama tramite farfalle diurne e notturne).
Riproduzione: la fecondazione avviene fondamentalmente tramite l'impollinazione dei fiori (vedi sopra).
Dispersione: i semi (gli acheni) cadendo a terra sono successivamente dispersi soprattutto da insetti tipo formiche (disseminazione mirmecoria). In questo tipo di piante avviene anche un altro tipo di dispersione: zoocoria. Infatti gli uncini delle brattee dell'involucro (se presenti) si agganciano ai peli degli animali di passaggio disperdendo così anche su lunghe distanze i semi della pianta. Inoltre per merito del pappo il vento può trasportare i semi anche a distanza di alcuni chilometri (disseminazione anemocora).

## Distribuzione e habitat
Le specie di questo genere sono distribuite nell'Africa meridionale (alcune specie sono introdotte e naturalizzate in Spagna e in Sicilia).

## Tassonomia
La famiglia di appartenenza di questa voce (Asteraceae o Compositae, nomen conservandum) probabilmente originaria del Sud America, è la più numerosa del mondo vegetale, comprende oltre 23.000 specie distribuite su 1.535 generi, oppure 22.750 specie e 1.530 generi secondo altre fonti (una delle checklist più aggiornata elenca fino a 1.679 generi). La famiglia attualmente (2021) è divisa in 16 sottofamiglie; la sottofamiglia Asteroideae è una di queste e rappresenta l'evoluzione più recente di tutta la famiglia.

### Filogenesi
Il genere di questa voce appartiene alla sottotribù Senecioninae della tribù Senecioneae (una delle 21 tribù della sottofamiglia Asteroideae). In base ai dati filogenetici la sottotribù, all'interno della tribù, occupa il "core" della tribù e insieme alla sottotribù Othonninae forma un "gruppo fratello".
I seguenti caratteri sono indicativi per la sottotribù:
- il portamento è molto vario (erbe, arbusti, liane, epifite, alberelli o alberi);
- le foglie sono sia basali che cauline disposte in modo alternato;
- sono presenti capolini sia radiati, disciformi o discoidi;
- le antere sono tetrasporangiate, raramente bisporangiate.

La struttura della sottotribù è molto complessa e articolata (è la più numerosa della tribù con oltre 1.200 specie distribuite su un centinaio di generi) e al suo interno sono raccolti molti sottogruppi caratteristici le cui analisi sono ancora da completare. Il genere di questa voce, all'interno della sottotribù, è a capo della "Alleanza Curio", insieme alle specie dei generi Baculellum, Delairea e del genere Brachyrhynchos Less. (considerato sinonimo di Senecio) e alcune altre specie segregate dal genere polifiletico Senecio. L'"Alleanza Curio" (o Curio Group), comprende la maggior parte delle piante succulente africane, fa parte di un subclade, posizionato centralmente nell'ambito delle Senecioninae, formato dai generi Gynura, Solanecio, Kleinia e dal Senecio melastomifolius group.
I caratteri distintivi per le specie del genere  Curio sono:
- il portamento è succulento e piuttosto strisciante;
- i capolini sono discoidi;
- l'origine delle piante è sudafricana.

Le specie del genere Curio (e anche quelle del genere Kleinia), per le loro caratteristiche succulente, si coltivano frequentemente nelle serre.

### Elenco delle specie
Questo genere ha 17 specie:
- Curio acaulis (L.f.) P.V.Heath
- Curio archeri  (Compton) P.V.Heath
- Curio citriformis  (G.D.Rowley) P.V.Heath
- Curio corymbifer  (DC.) Eggli
- Curio crassulifolius  (DC.) P.V.Heath
- Curio ficoides  (L.) P.V.Heath
- Curio hallianus  (G.D.Rowley) P.V.Heath
- Curio herreanus  (Dinter) P.V.Heath
- Curio muirii  (L.Bolus) van Jaarsv.
- Curio ovoideus  (Compton) P.V.Heath
- Curio pinguifolius  (DC.) P.V.Heath
- Curio pondoensis  (van Jaarsv. & A.E.van Wyk) J.C.Manning
- Curio radicans  (L.f.) P.V.Heath
- Curio repens  (L.) P.V.Heath
- Curio rowleyanus  (H.Jacobsen) P.V.Heath
- Curio sulcicalyx  (N.E.Br.) P.V.Heath
- Curio talinoides  (DC.) P.V.Heath

Nota: dal genere, per essere monofiletico, si deve escludere la specie C. acaulis.

### Specie della flora italiana
Elenco delle specie spontanee italiane:
L’elenco seguente utilizza in parte il sistema delle chiavi analitiche (vengono cioè indicate solamente quelle caratteristiche utili a distingue un taxon dall'altro):
- Curio talinoides  (DC.) P.V.Heath: le foglie sono spesse (0,8 - 1,3 x 7 - 15 cm); l'altezza massima della pianta è di 5 - 15 dm; il ciclo biologico è perenne; la forma biologica è camefita suffruticosa (Ch suffr); il tipo corologico è Sudafrica; in Italia è una specie introdotta e si trova raramente in Sicilia.
- Curio ficoides  (L.) P.V.Heath: le foglie sono sottili (0,2 - 0,5 x 4 - 7 cm); l'altezza massima della pianta è di 5 - 15 dm; il ciclo biologico è perenne; la forma biologica è camefita suffruticosa (Ch suffr); il tipo corologico è Sudafrica; in Italia è una specie introdotta e si trova (forse) in Sicilia.